# Paratrechalea wygodzinskyi
Paratrechalea wygodzinskyi is een spinnensoort in de taxonomische indeling van de Trechaleidae.
Het dier behoort tot het geslacht Paratrechalea. De wetenschappelijke naam van de soort werd voor het eerst geldig gepubliceerd in 1948 door Soares & Camargo.